# Die Hochstaplerin
Die Hochstaplerin is een Duitse stomme dramafilm uit 1927, geregisseerd door Martin Berger en met in de hoofdrollen Ruth Weyher, Anton Pointner en Philipp Manning. De film werd opgenomen in de Johannisthal Studios in Berlijn. De sets zijn ontworpen door de artdirector Otto Erdmann en Hans Sohnle.

## Cast
| Acteur           | Personage                        |
| ---------------- | -------------------------------- |
| Ruth Weyher      | de bedriegster, "barones" Neruda |
| Anton Pointner   | haar vriend Von Torelli          |
| Philipp Manning  | zakenvriend                      |
| Theodor Loos     | prof. Gehrsdorf                  |
| Margarete Lanner | Edith Bernau, een leerlinge      |
| Ernst Rückert    | grondbezitter Wothe              |
| Fritz Alberti    | boswachter                       |
| Bruno Arno       | luisteraar                       |
| Sophie Pagay     | huishoudster van Gehrsdorf       |
| Paul Graetz      | juwelier                         |
| Erna Rima        | serveerster                      |
| Dagmar Murzewa   | de vrouw van de boswachter       |